# دیرک ون بابورن

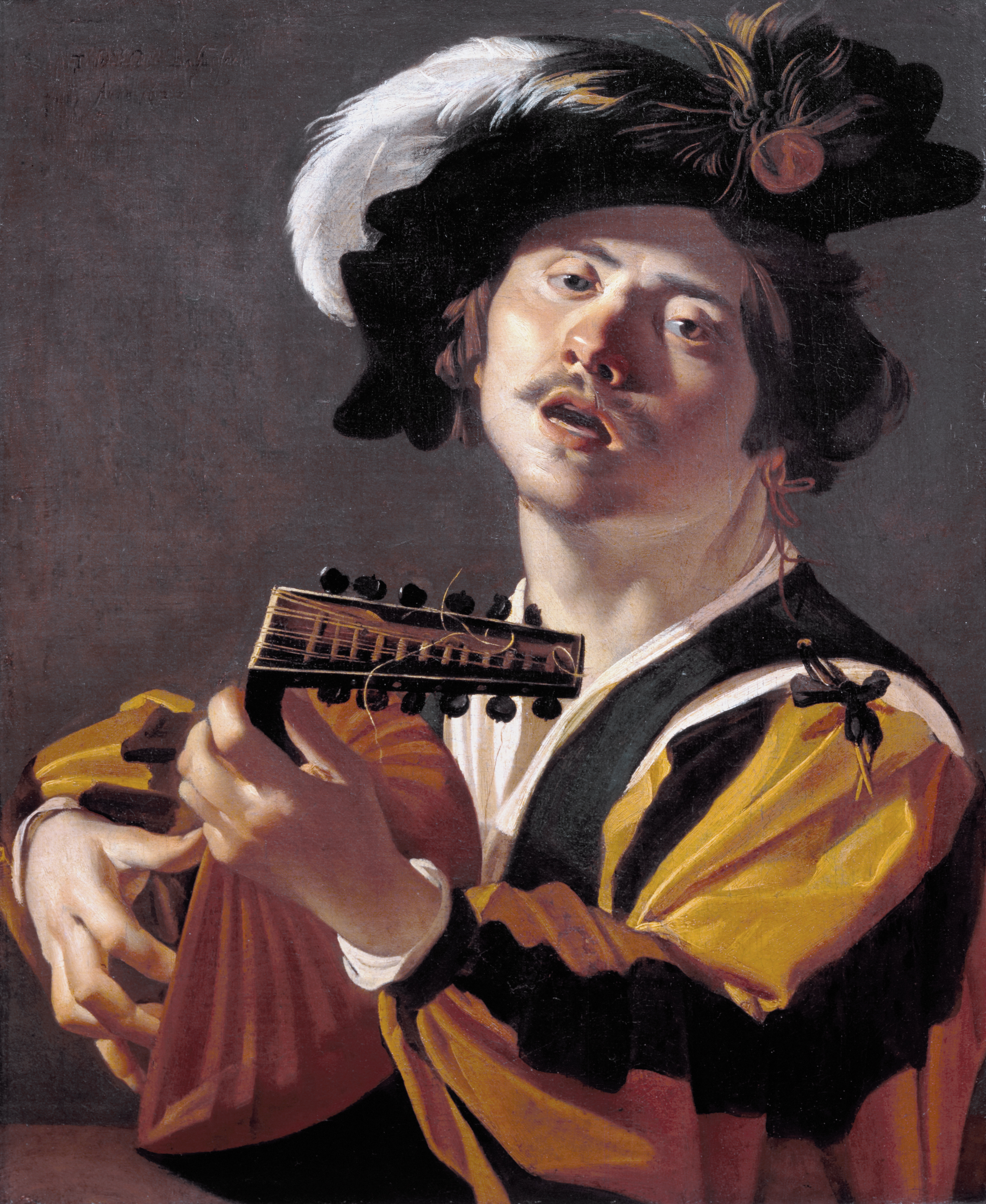
لوت بازیکن ۱۶۲۲.

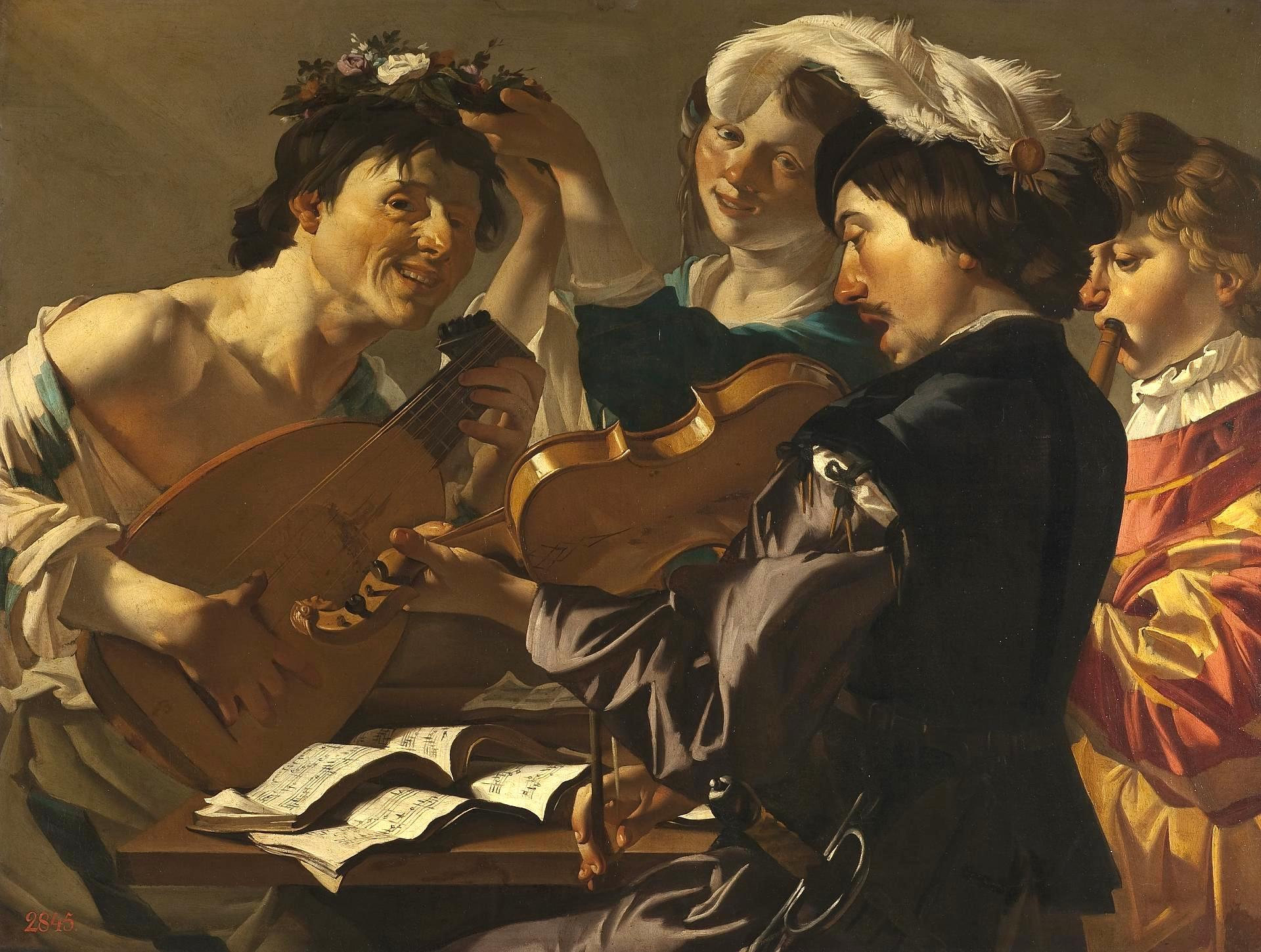
اجرای قبل از کنسرت، ۱۶۲۳ - رنگ روغن روی بوم، نگهداری در موزه هرمیتاژ سن پترزبورگ.

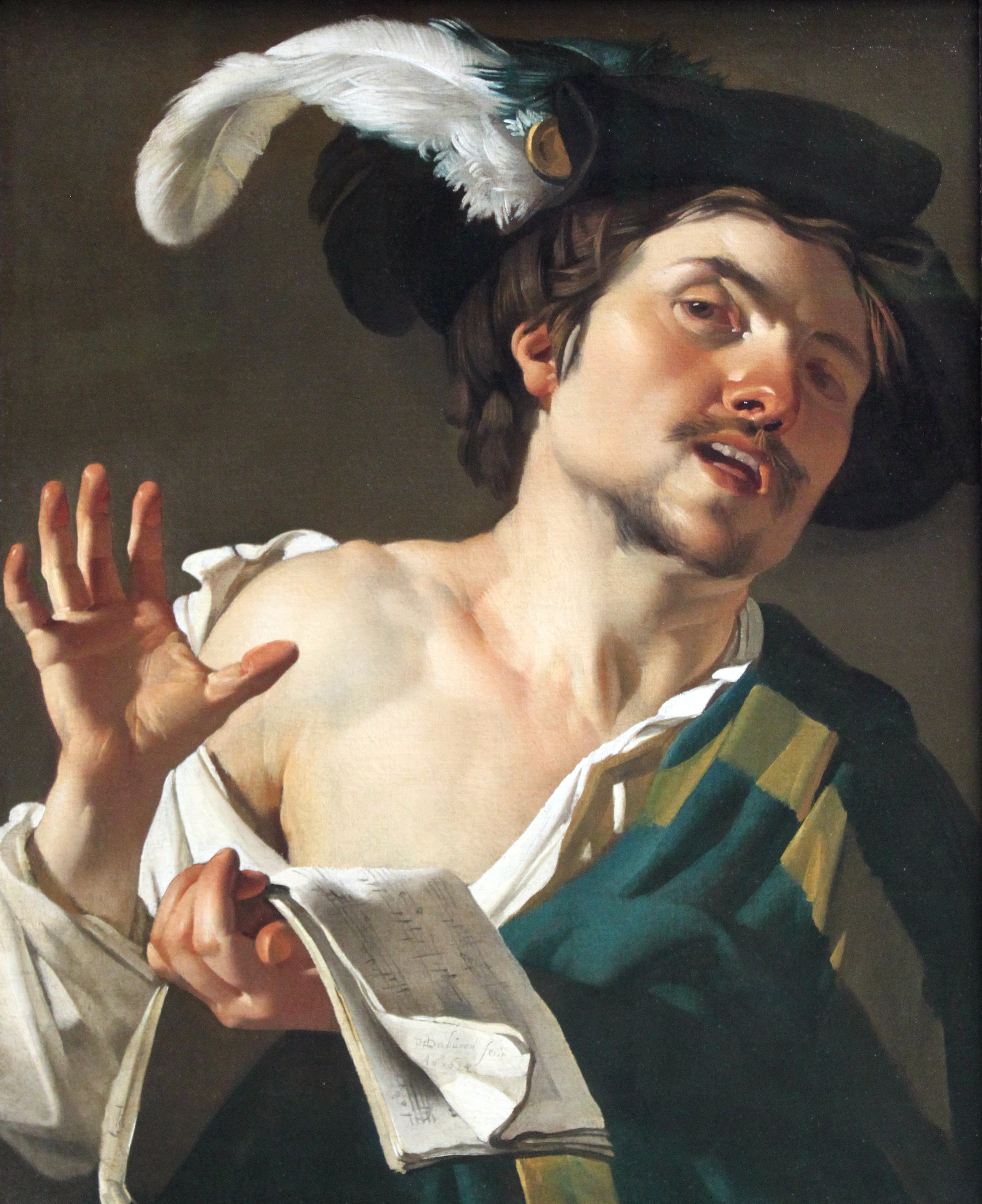
مرد جوان آواز خوان ۱۶۲۲

دیرک ون بابورن (به انگلیسی: Dirck van Baburen) (زاده سال ۱۵۹۵ درگذشت ۲۱ فوریه ۱۶۲۴) نقاش هلندی بود.

## زندگی‌نامه
دوران حرفه‌ای بابورن کمی کوتاه بود، و تنها تعداد کمی از نقاشی‌های او امروز شناخته شده‌است. او عمدتاً افراد مذهبی نقاشی در رم، سان پیترو در دفن که مدیون نسخه کاراواجو از همین موضوع در موزه واتیکان.
بابورن یکی از اولین هنرمندانی بود که محبوبیت موضوعات ژانر مانند نوازندگان و بازیگران کارت را به خود جلب کرد.
یکی از آثار شناخته شده او «سنت فرانسیس عابد و جمجمه انسان» نام دارد که در موزه هنرهای زیبا، بوستون است.
بابورن نیز تابلوی «چند نوازنده قبل از اجرای کنسرت» را نقاشی کرد، که احتمال می‌رود یکی از آن‌ها پرتره خود او هست، و همچنین به نظر می‌رسد که همهٔ آن‌ها یک نفر باشند یعنی خود استاد «دیرک بابورن».

## آثار
نقاشی تدفین مسیح (بورگزه گالری) برای بورگزه و مسیح شستن پاها از رسولان برای وینچنتزو
سال‌های پایانی زندگی حرفه‌ای بابورناست، ادغام ویژگی‌های بصری از کاراواجو و مانفردی از آموخته به سبک، نقاشی اساطیری و تاریخ است.
پرومته یا پرومتئوس در نقاشی‌های بابورن بسیار عالی به تصویر کشیده شده‌است (به یونانی: Προμηθεύς)(به انگلیسی: Prometheus) در اسطوره‌های یونانی، یکی از تیتان‌ها و پسر یاپتوس و کلیمنه و خدای آتش است. او عاشقآتنا دختر زئوس شد و تنها کسی بود که آتنا را بوسید. آن‌ها بسیار همدیگر را دوست می‌داشتند و آتنا به او کمک کرد تا آتش را بدزدد. پس از زنجیر شدن پرومته آتنا هر هفته به دیدن او می‌رفت.
او یکی از تیتانها مورد احترام زئوس و تنها تیتان باقی‌مانده از جنگ زئوس بود. وی همچنین آتنا را از سر زئوس درآورد و به عنوان ارباب شفا هم شناخته می‌شود. زئوس در عصر آفرینش انسان‌ها، پرومتئوس را برگزید تا همه چیز را به انسان بدهد جز آتش را.
پرومتئوس مورد اعتماد این کار را کرد و بسیاری از مسائل آدمیان را برطرف کرد. او به انسان‌ها عشق می‌ورزید و نمی‌توانست ناراحتی و رنج آن‌ها را ببیند؛ به همین علت به دور از چشم زئوس آتش را در نی ای گذاشته و به انسان داد. وقتی خبر به زئوس رسید او را بر سر قله قاف (درقفقاز) برد و بست و او را به سزای اعمال خود رساند.
هر روز عقابی می‌آمد و جگر او را می‌خورد و شب جگر از نو می‌رویید.
همین موقع بود که پرومتئوس به زئوس گفت: روزی خواهد آمد که پادشاهی و خدایی تو از میان برود و کسی بر تخت تو تکیه زند.
زئوس که از پیش‌گویی‌های او مطمئن بود، دائم در پی این بود که از او بپرسد چه کسی، ولی او هرگز پاسخ نمی‌داد، تا اینکه این موضوع به وقوع پیوست.
سرانجام هرکول عقاب را کشت و پرومتئوس را آزاد کرد. پرومته در عوض، راه بدست آوردن سیب‌های زرین هسپریدس را به او آموخت. او همچنین شخصیت اصلی رمان آتش دزد نیز هست.